# Безрідний Руслан Васильович
Русла́н Васи́льович Безрі́дний (1979—2014) — солдат Збройних сил України, розвідник, 17-та окрема танкова бригада, учасник російсько-української війни.

## Життєпис
Народився 1979 року в селі Олексіївка (Нікопольський район, Дніпропетровська область). 1996 року закінчив ЗОШ № 19 міста Нікополя; по тому — ПТУ № 34. Був призваний на строкову службу; проходив її в прикордонних військах. Після демобілізації працював охоронцем у військовій частині (313-та база ППМ) біля Нікополя. 2001 року одружився. У 2005—2006 роках брав участь у миротворчій місії в Іраку. По тому працював водієм-експедитором торговельної мережі в Нікополі.
Доброволець, до військкомату в кінці липня 2014-го зголосився разом з товаришем — Геннадієм Бережним. 18 вересня 2014-го поблизу смт Калинового розвідувальна група на БМП потрапила у засідку терористів. Під час вогневого протистояння бійці зазнали поранень та їх полонили. У бою тоді ж загинули прапорщик Геннадій Бережний, молодший сержант Олег Литовченко та солдати Сергій Пронін, старший солдат Андрій Сущевський.
Довгий час був у списках зниклих безвісти. Дніпропетровські волонтери змогли вивезти тіло до Дніпропетровського моргу, на початку січня 2015-го ідентифікований за аналізом ДНК.
Похований в селі Олексіївка 16 січня 2015-го з військовими почестями. Без Руслана залишилися батьки, брат, дружина, прийомна донька.

## Нагороди і вшанування
За особисту мужність, сумлінне та бездоганне служіння Українському народові, зразкове виконання військового обов'язку відзначений — нагороджений
- 15 вересня 2015 року — орденом «За мужність» III ступеня (посмертно)
- відзнака Президента України «За участь в антитерористичній операції» (посмертно)[2]
- Його портрет розміщений на меморіалі «Стіна пам'яті полеглих за Україну» у Києві: секція 4, ряд 6, місце 26
- Вшановується в меморіальному комплексі «Зала пам'яті», в щоденному ранковому церемоніалі 18 вересня[3]
- Почесний громадянин Нікополя (посмертно)[4]